# Élections régionales de 1998 en Île-de-France
Pour un article plus général, voir Élections régionales françaises de 1998.
Les élections régionales en Île-de-France se déroulent le 15 mars 1998.

## Mode de scrutin
Les conseillers régionaux sont élus au scrutin de liste à la représentation proportionnelle suivant la règle de la plus forte moyenne, en un seul tour.
Chaque département forme une circonscription : les sièges sont répartis entre les listes ayant obtenu plus de 5 % des suffrages exprimés. 
Ils sont attribués selon l'ordre de présentation sur la liste.

## Sondages

### Région entière
| Dernier jour du sondage | EXG | PCF | PS | Les Verts | Écol. | DVD | RPR UDF | FN | Sondeur | Échantillon | ME | Source |
| ----------------------- | --- | --- | -- | --------- | ----- | --- | ------- | -- | ------- | ----------- | -- | ------ |
| Dernier jour du sondage |     |     |    |           |       |     |         |    | Sondeur | Échantillon | ME | Source |
| 26 février 1998         | 6   | 33  | 33 | 33        | 5     | 3,5 | 35      | 16 | Sofres  | 700         | NC | HTML   |
| 7 février 1998          | 4   | 37  | 37 | 37        | –     | –   | 38      | 14 | CSA     | 1 005       | NC | HTML   |

### Par zone géographique
| Dernier jour du sondage | EXG | PCF | PS | Les Verts | Écol. | DVD | RPR UDF | FN | Sondeur | Échantillon | ME | Source |
| ----------------------- | --- | --- | -- | --------- | ----- | --- | ------- | -- | ------- | ----------- | -- | ------ |
| Dernier jour du sondage |     |     |    |           |       |     |         |    | Sondeur | Échantillon | ME | Source |
| 24 février 1998         | 4   | 42  | 42 | 42        | –     | 2   | 36      | 13 | CSA     | 805         | NC | HTML   |

## Candidats

### Têtes de liste départementale
| Listes | Listes              | Paris                           | Seine-et-Marne           | Yvelines               | Essonne                    | Hauts-de-Seine            | Seine-Saint-Denis         | Val-de-Marne              | Val-d'Oise                       |
| ------ | ------------------- | ------------------------------- | ------------------------ | ---------------------- | -------------------------- | ------------------------- | ------------------------- | ------------------------- | -------------------------------- |
|        | Gauche plurielle    | Marie-Pierre de La Gontrie (PS) | Yannick Bodin (PS)       | Jean-Paul Huchon (PS)  | Julien Dray (PS)           | Catherine Lalumière (PRG) | Marie-George Buffet (PCF) | Michel Germa (PCF)        | Dominique Strauss-Kahn (PS)      |
|        | Union de la droite  | Édouard Balladur (RPR)          | Didier Julia (RPR)       | Pierre Bédier (RPR)    | Pierre-André Wiltzer (UDF) | Charles Pasqua (RPR)      | Éric Raoult (RPR)         | Christian Cambon (UDF-DL) | Jean-François Bernardin (UDF-DL) |
|        | Front national      | Martine Lehideux (FN)           | Jean-François Jalkh (FN) | Myriam Baeckeroot (FN) | Michel de Rostolan (FN)    | Jean-Yves Le Gallou (FN)  | Martial Bild (FN)         | Philippe Olivier (FN)     | Jean-Michel Dubois (FN)          |
|        | Lutte ouvrière      | Chantal Cauquil (LO)            | Daniel Lioubowny (LO)    | Alain Luguet (LO)      | Monique Leborgne (LO)      | Michel Breton (LO)        | Arlette Laguiller (LO)    | Serge Franceschina (LO)   | Alain Crunil (LO)                |
|        | Génération écologie | Carole Comte (GÉ)               | Daniel de Beckers (GÉ)   | Patrick Hardouin (GÉ)  | Ghyslaine Degrave (GÉ)     | Franck Laval (GÉ)         | Wanda Facon (GÉ)          | Georges Spido (GÉ)        | Pierre-François Siméoni (GÉ)     |

## Listes et candidats

### Extrême gauche
Alors que Lutte ouvrière présente des listes dans tous les départements franciliens, la Ligue communiste révolutionnaire (LCR) se présente uniquement dans le Val-de-Marne. Trois autres listes étiquetées « extrême gauche » sont alignées à Paris, dans l'Essonne et dans la Seine-Saint-Denis.

### Gauche plurielle
Des listes de Rassemblement de la gauche et des Verts sont formées entre le Parti socialiste (PS), le Parti communiste français (PCF), les Verts, le Parti radical de gauche et Mouvement républicain et citoyen. Le socialiste Jean-Paul Huchon est le candidat de la Majorité plurielle à la présidence de la région.
Dans le Val-d'Oise, une liste communiste dissidente menée par Jean-Pierre Revardel se présente.

### Écologistes
Génération écologie (GE) présente des listes dans tous les départements, le Mouvement écologiste indépendant (MEI) dans quatre départements sur huit (Paris, Essonne, Hauts-de-Seine et Val-de-Marne).
En Seine-et-Marne et dans les Yvelines, on note la présence de listes Génération écologie dissidentes.

### Droite
Michel Giraud, président du conseil régional depuis 1976 (avec une interruption entre 1988 et 1992), renonce à briguer un nouveau mandat. Afin de conserver l'Île-de-France à droite, Édouard Balladur est désigné comme tête de liste régionale. Le Rassemblement pour la République (RPR), l'Union pour la démocratie française (UDF) et le Mouvement pour la France (MPF) se présentent unis dans les huit départements mais des listes dissidentes se constituent dans six d'entre eux.
Par ailleurs, le Centre national des indépendants et paysans (CNIP) présente des listes en Essonne, dans les Hauts-de-Seine et dans le Val-d'Oise.
Enfin, plusieurs listes estampillés divers droite sont alignées dans plusieurs départements.

### Extrême droite
Le Front national (FN) présente des listes dans les huit départements tandis qu'une liste d'extrême droite est en lice dans le Val-d'Oise.

## Conseil régional élu

### Répartition des sièges
|        |        |                   | Sortants | Sortants | Élus | Élus |
| ------ | ------ | ----------------- | -------- | -------- | ---- | ---- |
| Gauche |        | PCF               | 17       | 64       | 23   | 86   |
| Gauche |        | PS                | 29       | 64       | 43   | 86   |
| Gauche |        | PRG               | 0        | 64       | 2    | 86   |
| Gauche |        | MDC               | 2        | 64       | 4    | 86   |
| Gauche |        | Les Verts         | 16       | 64       | 14   | 86   |
| Droite |        | UDF               | 35       | 87       | 28   | 83   |
| Droite |        | RPR               | 49       | 87       | 43   | 83   |
| Droite |        | CNIP              | 1        | 87       | 0    | 83   |
| Droite |        | MPF               | 1        | 87       | 3    | 83   |
| Droite |        | DVD               | 1        | 87       | 9    | 83   |
| Autres |        | LO                | 0        | 0        | 3    | 3    |
| Autres |        | Divers écologiste | 20       | 20       | 1    | 1    |
| Autres |        | FN                | 37       | 37       | 36   | 36   |
|        |        |                   |          |          |      |      |
| Vacant | Vacant | Vacant            | 1        | 1        | –    | –    |

## Résultats

### Régionaux
|                |                                                   |             |             |        |  |  |  |  |  |  |  |  |  |  |
| Liste          | Liste                                             | Tour unique | Tour unique | Sièges |  |  |  |  |  |  |  |  |  |  |
| Liste          | Liste                                             | Voix        | %           | Sièges |  |  |  |  |  |  |  |  |  |  |
|                | Gauche plurielle (PS, PCF, Les Verts, PRG et MDC) | 1 124 862   | 35,23       | 86     |  |  |  |  |  |  |  |  |  |  |
|                | Union de la droite (RPR, UDF et MPF)              | 1 026 211   | 32,14       | 79     |  |  |  |  |  |  |  |  |  |  |
|                | Front national                                    | 520 575     | 16,30       | 36     |  |  |  |  |  |  |  |  |  |  |
|                | Divers droite                                     | 171 466     | 5,37        | 4      |  |  |  |  |  |  |  |  |  |  |
|                | Lutte ouvrière                                    | 131 353     | 4,11        | 3      |  |  |  |  |  |  |  |  |  |  |
|                | Divers écologiste (dont MÉI)                      | 86 722      | 2,72        | 0      |  |  |  |  |  |  |  |  |  |  |
|                | Génération écologie                               | 78 818      | 2,47        | 1      |  |  |  |  |  |  |  |  |  |  |
|                | Extrême gauche                                    | 35 456      | 1,11        | 0      |  |  |  |  |  |  |  |  |  |  |
|                | Extrême droite                                    | 13 403      | 0,42        | 0      |  |  |  |  |  |  |  |  |  |  |
|                | Divers                                            | 4 030       | 0,13        | 0      |  |  |  |  |  |  |  |  |  |  |
|                |                                                   |             |             |        |  |  |  |  |  |  |  |  |  |  |
| Inscrits       | Inscrits                                          | 6 034 356   | 100,00      | 209    |  |  |  |  |  |  |  |  |  |  |
| Abstentions    | Abstentions                                       | 2 753 794   | 45,64       |        |  |  |  |  |  |  |  |  |  |  |
| Votants        | Votants                                           | 3 280 562   | 54,36       |        |  |  |  |  |  |  |  |  |  |  |
| Blancs et nuls | Blancs et nuls                                    | 87 666      | 2,67        |        |  |  |  |  |  |  |  |  |  |  |
| Exprimés       | Exprimés                                          | 3 192 896   | 97,33       |        |  |  |  |  |  |  |  |  |  |  |

### Départementaux

#### Paris

Liste arrivée en tête par circonscription législative
Gauche plurielle
Union RPR-UDF

|                | Édouard Balladur Rassemblement pour la République (UDF - MPF)             | 229 459   | 39,61  | 20 47,62 % |  |  |
|                | Marie-Pierre de La Gontrie Parti socialiste (PCF - Les Verts - PRG - MDC) | 205 624   | 35,50  | 17 40,48 % |  |  |
|                | Martine Lehideux Front national                                           | 67 953    | 11,73  | 5 11,90 %  |  |  |
|                | Chantal Cauquil Extrême gauche (LO)                                       | 16 975    | 2,93   |            |  |  |
|                | Thierry Jaccaud Divers écologiste (MÉI)                                   | 16 053    | 2,77   |            |  |  |
|                | Jean-Charles de Vincenti Divers droite (diss. UDF)                        | 11 614    | 2,00   |            |  |  |
|                | Corinne Barrière Divers droite (Rassemblement social et libéral)          | 8 283     | 1,43   |            |  |  |
|                | Catherine Lebrun Extrême gauche                                           | 6 998     | 1,21   |            |  |  |
|                | Carole Comte Génération écologie                                          | 5 573     | 0,96   |            |  |  |
|                | Zaïr Kédadouche Divers écologiste                                         | 4 798     | 0,83   |            |  |  |
|                | Simon Hadjedj Divers (Chômeurs)                                           | 4 030     | 0,70   |            |  |  |
|                | Michel Gobillon Divers droite (Parti fédéraliste)                         | 1 717     | 0,30   |            |  |  |
|                | Hervé Andres Extrême droite                                               | 165       | 0,03   |            |  |  |
|                | Jean-Jacques Walter Divers droite (Parti pour la Liberté)                 | 10        | 0,00   |            |  |  |
|                |                                                                           |           |        |            |  |  |
| Inscrits       | Inscrits                                                                  | 1 077 847 | 100,00 |            |  |  |
| Abstentions    | Abstentions                                                               | 486 820   | 45,17  |            |  |  |
| Votants        | Votants                                                                   | 591 027   | 54,83  |            |  |  |
| Blancs ou nuls | Blancs ou nuls                                                            | 11 775    | 1,09   |            |  |  |
| Exprimés       | Exprimés                                                                  | 579 252   | 53,74  |            |  |  |

- Conseillers régionaux élus
  - Union des droites (20) :
Édouard Balladur (RPR) - Dominique Versini (RPR) - Annick Doulcet (DVD) - Philippe Dominati (UDF) - Martine Clément (DVD) - Michel Bulté (RPR) - Patrick Trémège (UDF) - Patrick Stefanini (RPR) - Philippe Goujon (RPR) - Isabelle de Kerviler (UDF) - Armand Arianer (DVD) - Christine Albanel (RPR) - Sylvie Dumaine (DVD) - Jean-François Legaret (RPR) - Hervé Bénessiano (UDF) - Thierry Bergeras (MPF) - Jean-Loup Morlé (UDF) - Jacques-Yves Bohbot (UDF) - Daniel-Georges Courtois (RPR) - Catherine Dumas (DVD)
  - Gauche plurielle (17) :
Marie-Pierre de La Gontrie (PS) - Roger Madec (PS) - Lyne Cohen-Solal (PS) - Jean Vuillermoz (PCF) - Annick Lepetit (PS) - Yves Frémion (Verts) - Jacqueline Victor (PS) - Éric Ferrand (MDC) - Véronique Sandoval (PCF) - Pierre Aidenbaum (PS) - Myriam Constantin (PS) - Éric Chevaillier (PS) - Francine Bavay (Verts) - Bertrand Bret (PS) - Halima Jemni (PS) - Nicole Touquoy-Morichaud (MDC) - Jean-Félix Bernard (Verts)
  - Front national (5) :
Martine Lehideux - Jean-Pierre Reveau - Bertrand Robert - Farid Smahi - Loïc Le Hénand

#### Seine-et-Marne
|                | Didier Julia Rassemblement pour la République (UDF - MPF)    | 117 976 | 32,69  | 8 38,09 % |  |  |
|                | Yannick Bodin Parti socialiste (PCF - Les Verts - PRG - MDC) | 117 499 | 32,56  | 8 38,09 % |  |  |
|                | Jean-François Jalkh Front national                           | 71 119  | 19,71  | 4 19,05 % |  |  |
|                | Daniel Lioubowny Lutte ouvrière                              | 18 463  | 5,12   | 1 4,76 %  |  |  |
|                | Michel Gérès diss. Rassemblement pour la République          | 15 110  | 4,19   |           |  |  |
|                | Alain Mamou-Mani Divers écologiste                           | 10 481  | 2,90   |           |  |  |
|                | Daniel de Beckers Génération écologie                        | 10 187  | 2,82   |           |  |  |
|                | Bruno Walther Divers écologiste (diss. Génération écologie)  | 44      | 0,01   |           |  |  |
|                | Antoine Audren de Kerdrel Divers droite                      | 0       | 0,00   |           |  |  |
|                |                                                              |         |        |           |  |  |
| Inscrits       | Inscrits                                                     | 696 159 | 100,00 |           |  |  |
| Abstentions    | Abstentions                                                  | 322 499 | 46,33  |           |  |  |
| Votants        | Votants                                                      | 373 660 | 53,67  |           |  |  |
| Blancs ou nuls | Blancs ou nuls                                               | 12 781  | 1,83   |           |  |  |
| Exprimés       | Exprimés                                                     | 360 879 | 51,84  |           |  |  |

- Conseillers régionaux élus
  - Union des droites (8) :
Didier Julia (RPR) - Chantal Brunel (UDF) - Anne-Marie Schaffner (RPR) - Jean-François Copé (RPR) - Maurice Mollard (UDF) - Nicole Chapel (RPR), Jean-François Robinet (UDF) - Yves Albarello (RPR)
  - Gauche plurielle (8) :
Yannick Bodin (PS) - Daniel Brunel (PCF) - Marie Richard (PS) - Alain Rist (Verts) - Jean-Paul Planchou (PS) - José Ruiz (PCF) - Jeanne Chedhomme (PS) - Roland Jedrzejezyk (PS)
  - Front national (4) :
Jean-François Jalkh - Marie-Christine Arnautu - Bruno Racouchot - Jacques Gérard
  - Lutte ouvrière (1) :
Daniel Lioubowny

#### Yvelines
|                | Pierre Bédier Rassemblement pour la République (UDF - MPF)                     | 160 343 | 36,04  | 11 42,31 % |  |  |
|                | Jean-Paul Huchon Parti socialiste (PCF - Les Verts - PRG - MDC)                | 137 668 | 30,94  | 9 34,61 %  |  |  |
|                | Myriam Baeckeroot Front national                                               | 71 623  | 16,10  | 5 19,23 %  |  |  |
|                | Nicolas About Divers droite (diss. UDF)                                        | 23 171  | 5,21   | 1 3,85 %   |  |  |
|                | Alain Luguet Lutte ouvrière                                                    | 15 692  | 3,53   |            |  |  |
|                | Dominique Julien-Labruyère Divers écologiste (diss. Génération écologie - MÉI) | 11 040  | 2,48   |            |  |  |
|                | Laurent Wetzel Divers droite                                                   | 10 826  | 2,43   |            |  |  |
|                | Patrick Hardouin Génération écologie                                           | 8 327   | 1,87   |            |  |  |
|                | Guy Cousin Divers écologiste                                                   | 6 219   | 1,40   |            |  |  |
|                | Marie-Armelle Monod-Broca Divers droite (Droite indépendante et libérale)      | 0       | 0,00   |            |  |  |
|                |                                                                                |         |        |            |  |  |
| Inscrits       | Inscrits                                                                       | 820 130 | 100,00 |            |  |  |
| Abstentions    | Abstentions                                                                    | 363 425 | 44,31  |            |  |  |
| Votants        | Votants                                                                        | 456 705 | 55,69  |            |  |  |
| Blancs ou nuls | Blancs ou nuls                                                                 | 11 796  | 1,44   |            |  |  |
| Exprimés       | Exprimés                                                                       | 444 909 | 54,25  |            |  |  |

- Conseillers régionaux élus
  - Union des droites (11) :
Pierre Bédier (RPR) - Anne-Marie Idrac (UDF) - Suzanne Blanc (RPR) - Joël de Bailliencourt (MPF) - Jean-Pierre Duclos (UDF) - Raymond Loisel (RPR) - Xavier Chinaud (UDF) - Suzanne Jaunet (RPR) - Christian Barjot (RPR) - Marie-France Faure (RPR) - Jean-Pierre Alix (UDF)
  - Gauche plurielle (9) :
Jean-Paul Huchon (PS) - Michèle Valladon (PS) - Joseph Tréhel (PCF) - Lucien Ferrier (Verts) - Michel Scarbonchi (PRG) - Jacqueline Penez (PS) - Robert Cadalbert (PS) - Jean-Yves Gendron (PCF) - Nicole Frydman (Verts)
  - Front national (5) :
Myriam Baeckeroot - Michel Bayvet - Philippe Colombani - Jacques Lecaillon - Jean-Louis d'André
  - Union pour la démocratie française diss. (1) :
Nicolas About

#### Essonne
|                | Julien Dray Parti socialiste (PCF - Les Verts - PRG - MDC)          | 132 247 | 36,57  | 10 47,62 % |  |  |
|                | Pierre-André Wiltzer Union pour la démocratie française (RPR - MPF) | 94 233  | 26,04  | 7 33,33 %  |  |  |
|                | Michel de Rostolan Front national                                   | 63 730  | 17,62  | 4 19,05 %  |  |  |
|                | Gérard Nevers Divers droite (diss. Mouvement pour la France)        | 16 905  | 4,67   |            |  |  |
|                | Monique Leborgne Lutte ouvrière                                     | 15 819  | 4,37   |            |  |  |
|                | Thierry Demessence Divers droite                                    | 13 405  | 3,70   |            |  |  |
|                | Michel Mombrun Divers écologiste (MÉI)                              | 11 924  | 3,30   |            |  |  |
|                | Ghyslaine Degrave Génération écologie                               | 9 039   | 2,50   |            |  |  |
|                | Amaury Couderc Extrême gauche                                       | 4 605   | 1,27   |            |  |  |
|                | Jean-Paul Taffin Divers droite (CNIP)                               | 0       | 0,00   |            |  |  |
|                |                                                                     |         |        |            |  |  |
| Inscrits       | Inscrits                                                            | 681 165 | 100,00 |            |  |  |
| Abstentions    | Abstentions                                                         | 307 485 | 45,14  |            |  |  |
| Votants        | Votants                                                             | 373 680 | 54,86  |            |  |  |
| Blancs ou nuls | Blancs ou nuls                                                      | 11 773  | 1,73   |            |  |  |
| Exprimés       | Exprimés                                                            | 361 907 | 53,13  |            |  |  |

- Conseillers régionaux élus
  - Gauche plurielle (10) :
Julien Dray (PS) - Gérard Lefranc (PCF) - Michel Michelon (Verts) - Geneviève Rochereau (PS) - Christophe Lepage (MDC) - Marie-Christine Perrignon (PS) - Gabriel Amard (PS) - Sylvie Mayer (PCF) - Michel Abhervé (PS) - Marie-Pierre Digard (Verts)
  - Union des droites (7) :
Pierre-André Wiltzer (UDF) - Pierre Lasbordes (RPR) - Jean-Paul Chaudron (DVD) - Anne-Marie Jouvelot (RPR) - Marie-Hélène Aubry (UDF) - Marie-Christine du Luart (DVD) - Didier Banquy (RPR)
  - Front national (4) :
Michel de Rostolan - Jacques Olivier - Pascal-Michel Delmas - Sophie Lespagnon

#### Hauts-de-Seine
|                | Catherine Lalumière Parti radical de gauche (PS - PCF - Les Verts - MDC) | 147 595 | 33,79  | 10 37,04 % |  |  |
|                | Charles Pasqua Rassemblement pour la République (UDF - MPF)              | 142 074 | 32,52  | 10 37,04 % |  |  |
|                | Jean-Yves Le Gallou Front national                                       | 60 068  | 13,75  | 4 14,81 %  |  |  |
|                | Florent Montillot Divers droite (diss. UDF)                              | 45 007  | 10,30  | 3 11,11 %  |  |  |
|                | Michel Breton Lutte ouvrière                                             | 15 099  | 3,46   |            |  |  |
|                | Isabelle Jaconto Divers écologiste (MÉI)                                 | 13 532  | 3,10   |            |  |  |
|                | Franck Laval Génération écologie                                         | 7 552   | 1,73   |            |  |  |
|                | Renaud Bidou Divers droite                                               | 5 872   | 1,34   |            |  |  |
|                | William Dupré Extrême droite                                             | 56      | 0,01   |            |  |  |
|                | Claude Reichman Divers droite (CNIP)                                     | 0       | 0,00   |            |  |  |
|                |                                                                          |         |        |            |  |  |
| Inscrits       | Inscrits                                                                 | 810 502 | 100,00 |            |  |  |
| Abstentions    | Abstentions                                                              | 363 231 | 44,82  |            |  |  |
| Votants        | Votants                                                                  | 447 271 | 55,18  |            |  |  |
| Blancs ou nuls | Blancs ou nuls                                                           | 10 416  | 1,28   |            |  |  |
| Exprimés       | Exprimés                                                                 | 436 855 | 53,90  |            |  |  |

- Conseillers régionaux élus
  - Gauche plurielle (10) :
Catherine Lalumière (PRG) - Elisabeth Gourevitch (PS) - Gabriel Massou (PCF) - Pascal Sternberg (Verts) - Jean-Luc Michaud (PS) - Jeanne Girard (PCF) - Maurice Lobry (PS) - Dominique Lafon (PS) - Jean-François Boyé (PCF) - Annie Demercastel (Verts)
  - Union des droites (10) :
Charles Pasqua (RPR) - Bernard Lehideux (UDF) - Jean-Jacques Guillet (RPR) - Roger Karoutchi (RPR) - Joëlle Ceccaldi-Raynaud (RPR) - Hervé Marseille (UDF) - Isabelle Caullery (RPR) - Dorothée Pineau (RPR) - Josiane Fischer (RPR) - Jean-Luc Delin (RPR)
  - Front national (4) :
Jean-Yves Le Gallou - Marie-Caroline Le Pen - Olivier Pichon - Sophie Brissaud
  - Union pour la démocratie française diss. - Rassemblement pour la République diss. (3) :
Florent Montillot (UDF) - Hugues Sirven-Vienot (UDF) - Christine Mame (RPR)

#### Seine-Saint-Denis
|                | Marie-George Buffet Parti communiste français (PS - Les Verts - PRG - MDC) | 130 051 | 39,65  | 12 44,44 % |  |  |
|                | Éric Raoult Rassemblement pour la République (UDF - MPF)                   | 74 675  | 22,77  | 7 25,92 %  |  |  |
|                | Martial Bild Front national                                                | 70 242  | 21,43  | 6 22,22 %  |  |  |
|                | Arlette Laguiller Lutte ouvrière                                           | 22 410  | 6,83   | 2 7,41 %   |  |  |
|                | Pierre Bernard diss. Union pour la démocratie française                    | 13 890  | 4,24   |            |  |  |
|                | Wanda Facon Génération écologie                                            | 12 225  | 3,73   |            |  |  |
|                | Ambroise Boulanger Extrême gauche                                          | 4 446   | 1,36   |            |  |  |
|                | Marie-Laurence Chanut Extrême droite                                       | 40      | 0,01   |            |  |  |
|                | Philippe Paty Divers droite                                                | 0       | 0,00   |            |  |  |
|                |                                                                            |         |        |            |  |  |
| Inscrits       | Inscrits                                                                   | 662 208 | 100,00 |            |  |  |
| Abstentions    | Abstentions                                                                | 323 860 | 48,91  |            |  |  |
| Votants        | Votants                                                                    | 338 348 | 51,09  |            |  |  |
| Blancs ou nuls | Blancs ou nuls                                                             | 10 369  | 1,56   |            |  |  |
| Exprimés       | Exprimés                                                                   | 327 979 | 49,53  |            |  |  |

- Conseillers régionaux élus
  - Gauche plurielle (12) :
Marie-George Buffet (PCF) - Claude Bartolone (PS) - Jocelyne Riou (PCF) - Serge Méry (PS) - Christian Feuillet (Verts) - Jean Brafman (PCF) - Claude Dilain (PS) - Henriette Zoughebi (PCF) - Jacques Salvator (PS) - Hélène Zanier (Verts) - Bernard Labbé (PCF) - Sylvine Thomassin (PS)
  - Union des droites (7) :
Éric Raoult (RPR) - Jean-Christophe Lagarde (UDF) - Monique Veyssière (RPR) - Jean-Luc Romero (RPR) - Jean-Michel Genestier (UDF) - Alain Ramadier (RPR) - Georgia Vincent (UDF)
  - Front national (6) :
Martial Bild - Franck Timmermans - Marie-Estelle Préjean - Philippe Milliau - Serge Balassi - Pierre Pauty
  - Lutte ouvrière (2) :
Arlette Laguiller - Jean-Louis Gaillard

#### Val-de-Marne
|                | Michel Germa Parti communiste français (PS - Les Verts - PRG - MDC) | 142 302 | 39,37  | 11 45,83 % |  |  |
|                | Christian Cambon UDF (Démocratie libérale) (RPR - MPF)              | 116 672 | 32,28  | 9 37,50 %  |  |  |
|                | Philippe Olivier Front national                                     | 57 892  | 16,02  | 4 16,67 %  |  |  |
|                | Serge Franceschina Extrême gauche (LO)                              | 13 912  | 3,85   |            |  |  |
|                | Frédéric Quoniam-Barré Divers écologiste (MÉI)                      | 12 613  | 3,49   |            |  |  |
|                | Carine Barbier Extrême gauche (LCR)                                 | 9 770   | 2,70   |            |  |  |
|                | Georges Spido Génération écologie                                   | 8 114   | 2,24   |            |  |  |
|                | Muriel Chapeau-Deslandes Extrême droite                             | 168     | 0,05   |            |  |  |
|                | Yves-Marie Laulan Divers droite                                     | 0       | 0,00   |            |  |  |
|                |                                                                     |         |        |            |  |  |
| Inscrits       | Inscrits                                                            | 683 793 | 100,00 |            |  |  |
| Abstentions    | Abstentions                                                         | 312 705 | 45,73  |            |  |  |
| Votants        | Votants                                                             | 371 088 | 54,27  |            |  |  |
| Blancs ou nuls | Blancs ou nuls                                                      | 9 645   | 1,41   |            |  |  |
| Exprimés       | Exprimés                                                            | 361 443 | 52,86  |            |  |  |

- Conseillers régionaux élus
  - Gauche plurielle (11) :
Michel Germa (PCF) - Laurent Cathala (PS) - Michèle Sabban (PS) - Josiane Schiavi (PCF) - Jean-Luc Laurent (MDC) - David Bohbot (PS) - Christian Brett (Verts) - Pierre Gosnat (PCF) - Michèle Ville (PS) - Alain Girard (PCF) - Laurent Dutheil (PS)
  - Union des droites (9) :
Christian Cambon (UDF) - Richard Dell'Agnola (RPR) - Patrick Gérard (UDF) - Marie-Michelle Bataille (RPR) - Jacques Aubry (UDF) - René Gaillard (RPR) - Marie-Estelle Debaecker (UDF) - Roland Patrzynski (RPR) - Christian Daniault (MPF)
  - Front national (4) :
Philippe Olivier - Lydia Schénardi - Michel Viot - Christian Le Scornec

#### Val-d'Oise
|                | Dominique Strauss-Kahn Parti socialiste (PCF - Les Verts - PRG - MDC) | 111 876 | 35,00  | 9 42,86 % |  |  |
|                | Jean-François Bernardin UDF (Démocratie libérale) (RPR - MPF)         | 90 779  | 28,40  | 7 33,33 % |  |  |
|                | Jean-Michel Dubois Front national                                     | 57 948  | 18,13  | 4 19,05 % |  |  |
|                | Pierre-François Siméoni Génération écologie                           | 17 801  | 5,57   | 1 4,76 %  |  |  |
|                | Alain Crunil Lutte ouvrière                                           | 12 983  | 4,06   |           |  |  |
|                | Louis Girard Extrême droite                                           | 12 974  | 4,06   |           |  |  |
|                | Jean-Pierre Revardel diss. Parti communiste français                  | 9 637   | 3,01   |           |  |  |
|                | Albert Magarian Divers droite (CNIP)                                  | 5 656   | 1,77   |           |  |  |
|                | Henry Alfonso Divers écologiste                                       | 18      | 0,01   |           |  |  |
|                |                                                                       |         |        |           |  |  |
| Inscrits       | Inscrits                                                              | 602 552 | 100,00 |           |  |  |
| Abstentions    | Abstentions                                                           | 273 769 | 45,43  |           |  |  |
| Votants        | Votants                                                               | 328 783 | 54,57  |           |  |  |
| Blancs ou nuls | Blancs ou nuls                                                        | 9 111   | 1,52   |           |  |  |
| Exprimés       | Exprimés                                                              | 319 672 | 53,05  |           |  |  |

- Conseillers régionaux élus
  - Gauche plurielle (9) :
Dominique Strauss-Kahn (PS) - Manuel Valls (PS) - Francis Parny (PCF) - Michel Vampouille (Verts) - Marie Bjornson-Langen (PS) - Rosita Jaouen (PCF) - Jean-Pierre Muller (PS) - Janine Haddad (PS) - Laurent Dumont (PCF)
  - Union des droites (7) :
Jean-François Bernardin (UDF) - Nelly Olin (RPR) - Jean Bardet (RPR) - Régis Humbert (UDF) - Georges Mothron (RPR) - Philippe Sueur (UDF) - Lucienne Malovry (RPR)
  - Front national (4) :
Jean-Michel Dubois - Micheline Bruna - Yves de Coategoureden - Jean-Pierre Emié
  - Génération écologie (1) :
Pierre-François Siméoni